# Wyścigowe Samochodowe Mistrzostwa Polski 1998
Sezon 1998 był czterdziestym drugim sezonem Wyścigowych Samochodowych Mistrzostw Polski.
Sezon liczył dziesięć eliminacji, rozgrywanych na torach w Poznaniu (cztery razy), Kielcach (dwa razy), Kamieniu Śląskim (dwa razy) i Modlinie (dwa razy).

## Punktacja
Punkty przyznawano według klucza 40-30-24-20-17-15-14-13-12-11-10-9-8-7-6-5-4-3-2-1.

## Kategorie
Samochody były podzielone na następujące grupy według regulaminu FIA:
- Grupa E – samochody formuł wyścigowych;
- Grupa H – samochody niehomologowane;
- Grupa ST – samochody turystyczne, których produkcja w ciągu 12 miesięcy przekraczała 25000 egzemplarzy. Wymogiem był napęd na dwa koła i silnik umieszczony z przodu. Dozwolony był duży zakres przeróbek pod kątem poprawy osiągów;
- Grupa A – samochody turystyczne, których produkcja w ciągu 12 miesięcy przekraczała 2500 egzemplarzy. Dozwolony był duży zakres przeróbek pod kątem poprawy osiągów;
- Grupa N – samochody turystyczne, których produkcja w ciągu 12 miesięcy przekraczała 2500 egzemplarzy. Modyfikowanie tych samochodów pod kątem poprawy osiągów było niemal całkowicie zabronione.

Samochody były dodatkowo podzielone na następujące klasy:
- Klasa E-2000 – gr. E, poj. do 2000 cm³;
- Klasa E-1600 – gr. E, poj. do 1600 cm³;
- Klasa E-1300 – gr. E, poj. do 1300 cm³;
- Klasa H – gr. H, poj. pow. 2000 cm³;
- Klasa H-2000 – gr. H, poj. do 2000 cm³;
- Klasa H-1600 – gr. H, poj. do 1600 cm³;
- Klasa ST – gr. ST;
- Klasa A-2000 – gr. A, poj. do 2000 cm³;
- Klasa A-1000 – gr. A, poj. do 1000 cm³;
- Klasa N-2000 – gr. N, poj. do 2000 cm³.

## Zwycięzcy
Kierowcy rywalizowali w trzech wyścigach – grupy E, samochodów turystycznych oraz klasy A-1000. Tabela przedstawia zwycięzców poszczególnych klas. Pogrubieni zawodnicy oznaczają zwycięzcę danego wyścigu.
| Data        | Tor           | Klasa        | Zwycięzca (kierowcy) | Samochód                | Zwycięzca (zespoły)                             |
| ----------- | ------------- | ------------ | -------------------- | ----------------------- | ----------------------------------------------- |
| 16 maja     | Poznań        | klasa E-2000 | Rafał Podolski       | Reynard 913-VW          | Automobilklub Kielecki                          |
| 16 maja     | Poznań        | klasa E-1300 | Bohdan Leśniak       | Estonia 21-Łada         | Autoklub Rzemieślnik Warszawa                   |
| 16 maja     | Poznań        | klasa H      | Tadeusz Myszkier     | Ford Escort RS Cosworth | Lotos - Automobilklub Wielkopolski              |
| 16 maja     | Poznań        | klasa H-2000 | Miłosz Majewski      | Opel Kadett GSi 16V     | Autoklub Rzemieślnik Warszawa                   |
| 16 maja     | Poznań        | klasa H-1600 | Stanisław Fiedor     | Honda Civic VTi         | Autoklub Rzemieślnik Warszawa                   |
| 16 maja     | Poznań        | klasa A-2000 | Grzegorz Kozłowski   | Ford Escort RS 2000     | Automobilklub Wielkopolski                      |
| 16 maja     | Poznań        | klasa A-1000 | Małgorzata Serbin    | Fiat Cinquecento 900    | Car System Voss - Autoklub Rzemieślnik Warszawa |
| 16 maja     | Poznań        | klasa N-2000 | Sebastian Mielcarek  | Opel Astra GSi 16V      | Automobilklub Wielkopolski                      |
| 17 maja     | Poznań        | klasa E-2000 | Rafał Podolski       | Reynard 913-VW          | Automobilklub Kielecki                          |
| 17 maja     | Poznań        | klasa E-1300 | Andrzej Godula       | Estonia 25-Łada         | Automobilklub Polski                            |
| 17 maja     | Poznań        | klasa H      | Tadeusz Myszkier     | Ford Escort RS Cosworth | Lotos - Automobilklub Wielkopolski              |
| 17 maja     | Poznań        | klasa H-2000 | Tomasz Dąbrowski     | Toyota Corolla MR2      | Autoklub Rzemieślnik Warszawa                   |
| 17 maja     | Poznań        | klasa H-1600 | Xawery Mielcarek     | Volkswagen Scirocco     | Automobilklub Wielkopolski                      |
| 17 maja     | Poznań        | klasa ST     | Andrzej Dziurka      | Alfa Romeo 155TS        | Alda - Automobilklub Polski                     |
| 17 maja     | Poznań        | klasa A-2000 | Grzegorz Kozłowski   | Ford Escort RS2000      | Automobilklub Wielkopolski                      |
| 17 maja     | Poznań        | klasa A-1000 | Marcin Kaczmarek     | Fiat Cinquecento 900    | M plus M - Automobilklub Wielkopolski           |
| 17 maja     | Poznań        | klasa N-2000 | Grzegorz Baran       | Renault Clio 16S        | Autoklub Rzemieślnik Warszawa                   |
| 6 czerwca   | Kielce        | klasa E-2000 | Rafał Podolski       | Reynard 913-VW          | Automobilklub Kielecki                          |
| 6 czerwca   | Kielce        | klasa E-1300 | Andrzej Godula       | Estonia 25-Łada         | Automobilklub Polski                            |
| 6 czerwca   | Kielce        | klasa H      | Tadeusz Myszkier     | Ford Escort RS Cosworth | Lotos - Automobilklub Wielkopolski              |
| 6 czerwca   | Kielce        | klasa H-2000 | Miłosz Majewski      | Opel Kadett GSi 16V     | Autoklub Rzemieślnik Warszawa                   |
| 6 czerwca   | Kielce        | klasa ST     | Andrzej Dziurka      | Alfa Romeo 155TS        | Alda - Automobilklub Polski                     |
| 6 czerwca   | Kielce        | klasa A-2000 | Stanisław Fiedor     | Honda Civic VTi         | Autoklub Rzemieślnik Warszawa                   |
| 6 czerwca   | Kielce        | klasa A-1000 | Marcin Kaczmarek     | Fiat Cinquecento 900    | M plus M - Automobilklub Wielkopolski           |
| 6 czerwca   | Kielce        | klasa N-2000 | Sebastian Mielcarek  | Opel Astra GSi 16V      | Automobilklub Wielkopolski                      |
| 7 czerwca   | Kielce        | klasa E-2000 | Ryszard Luciński     | Dallara F394-Opel       | Lotos - Automobilklub Wielkopolski              |
| 7 czerwca   | Kielce        | klasa E-1300 | Janusz Sączyński     | Estonia 25-Łada         | Automobilklub Morski                            |
| 7 czerwca   | Kielce        | klasa H      | Tadeusz Myszkier     | Ford Escort RS Cosworth | Lotos - Automobilklub Wielkopolski              |
| 7 czerwca   | Kielce        | klasa H-2000 | Miłosz Majewski      | Opel Kadett GSi 16V     | Autoklub Rzemieślnik Warszawa                   |
| 7 czerwca   | Kielce        | klasa ST     | Andrzej Dziurka      | Alfa Romeo 155TS        | Alda - Automobilklub Polski                     |
| 7 czerwca   | Kielce        | klasa A-2000 | Grzegorz Kozłowski   | Ford Escort RS2000      | Automobilklub Wielkopolski                      |
| 7 czerwca   | Kielce        | klasa A-1000 | Krzysztof Gawroński  | Fiat Cinquecento 900    | Autoklub Rzemieślnik Warszawa                   |
| 7 czerwca   | Kielce        | klasa N-2000 | Grzegorz Baran       | Renault Clio 16S        | Autoklub Rzemieślnik Warszawa                   |
| 11 lipca    | Poznań        | klasa E-2000 | Hanus Lim            | Eufra 391-Opel          |                                                 |
| 11 lipca    | Poznań        | klasa E-1600 | Tomasz Szczęsny      | Reynard 883-VW          | Autoklub Rzemieślnik Warszawa                   |
| 11 lipca    | Poznań        | klasa E-1300 | Janusz Sączyński     | Estonia 25-Łada         | Automobilklub Morski                            |
| 11 lipca    | Poznań        | klasa H      | Tadeusz Myszkier     | Ford Escort RS Cosworth | Lotos - Automobilklub Wielkopolski              |
| 11 lipca    | Poznań        | klasa H-2000 | Henryk Mandera       | Suzuki Swift GTi 16V    | Automobilklub Mysłowicki                        |
| 11 lipca    | Poznań        | klasa ST     | Andrzej Dziurka      | Alfa Romeo 155TS        | Alda - Automobilklub Polski                     |
| 11 lipca    | Poznań        | klasa A-2000 | Stanisław Fiedor     | Honda Civic VTi         | Autoklub Rzemieślnik Warszawa                   |
| 11 lipca    | Poznań        | klasa A-1000 | Paweł Kałuża         | Fiat Cinquecento 900    | Automobilklub Kielecki                          |
| 11 lipca    | Poznań        | klasa N-2000 | Grzegorz Baran       | Renault Clio 16S        | Autoklub Rzemieślnik Warszawa                   |
| 12 lipca    | Poznań        | klasa E-2000 | Ryszard Luciński     | Dallara F394-Opel       | Lotos - Automobilklub Wielkopolski              |
| 12 lipca    | Poznań        | klasa E-1600 | Tomasz Szczęsny      | Reynard 883-VW          | Autoklub Rzemieślnik Warszawa                   |
| 12 lipca    | Poznań        | klasa E-1300 | Andrzej Godula       | Estonia 25-Łada         | Automobilklub Polski                            |
| 12 lipca    | Poznań        | klasa H      | Tadeusz Myszkier     | Ford Escort RS Cosworth | Lotos - Automobilklub Wielkopolski              |
| 12 lipca    | Poznań        | klasa H-2000 | Henryk Mandera       | Suzuki Swift GTi 16V    | Automobilklub Mysłowicki                        |
| 12 lipca    | Poznań        | klasa ST     | Andrzej Dziurka      | Alfa Romeo 155TS        | Alda - Automobilklub Polski                     |
| 12 lipca    | Poznań        | klasa A-2000 | Grzegorz Kozłowski   | Ford Escort RS2000      | Automobilklub Wielkopolski                      |
| 12 lipca    | Poznań        | klasa A-1000 | Paweł Kałuża         | Fiat Cinquecento 900    | Automobilklub Kielecki                          |
| 12 lipca    | Poznań        | klasa N-2000 | Marcin Kasztelan     | Opel Astra GSi 16V      | Automobilklub Orski                             |
| 8 sierpnia  | Kamień Śląski | klasa E-2000 | Ryszard Luciński     | Dallara F394-Opel       | Lotos - Automobilklub Wielkopolski              |
| 8 sierpnia  | Kamień Śląski | klasa E-1300 | Krzysztof Wodziński  | Van Diemen RF95-Łada    | Autoklub Rzemieślnik Warszawa                   |
| 8 sierpnia  | Kamień Śląski | klasa H      | Tadeusz Myszkier     | Ford Escort RS Cosworth | Lotos - Automobilklub Wielkopolski              |
| 8 sierpnia  | Kamień Śląski | klasa H-2000 | Xawery Mielcarek     | Volkswagen Scirocco     | Automobilklub Wielkopolski                      |
| 8 sierpnia  | Kamień Śląski | klasa A-2000 | Grzegorz Kozłowski   | Ford Escort RS2000      | Automobilklub Wielkopolski                      |
| 8 sierpnia  | Kamień Śląski | klasa A-1000 | Marcin Kaczmarek     | Fiat Cinquecento 900    | M plus M - Automobilklub Wielkopolski           |
| 8 sierpnia  | Kamień Śląski | klasa N-2000 | Grzegorz Baran       | Renault Clio 16S        | Autoklub Rzemieślnik Warszawa                   |
| 9 sierpnia  | Kamień Śląski | klasa E-2000 | Rafał Podolski       | Reynard 913-VW          | Automobilklub Kielecki                          |
| 9 sierpnia  | Kamień Śląski | klasa E-1300 | Andrzej Godula       | Estonia 25-Łada         | Automobilklub Polski                            |
| 9 sierpnia  | Kamień Śląski | klasa H      | Tadeusz Myszkier     | Ford Escort RS Cosworth | Lotos - Automobilklub Wielkopolski              |
| 9 sierpnia  | Kamień Śląski | klasa H-2000 | Xawery Mielcarek     | Volkswagen Scirocco     | Automobilklub Wielkopolski                      |
| 9 sierpnia  | Kamień Śląski | klasa ST     | Andrzej Dziurka      | Alfa Romeo 155TS        | Alda - Automobilklub Polski                     |
| 9 sierpnia  | Kamień Śląski | klasa A-2000 | Stanisław Fiedor     | Honda Civic VTi         | Autoklub Rzemieślnik Warszawa                   |
| 9 sierpnia  | Kamień Śląski | klasa A-1000 | Krzysztof Gawroński  | Fiat Cinquecento 900    | Autoklub Rzemieślnik Warszawa                   |
| 9 sierpnia  | Kamień Śląski | klasa N-2000 | Sebastian Mielcarek  | Opel Astra GSi 16V      | Automobilklub Wielkopolski                      |
| 12 września | Modlin        | klasa E-2000 | Rafał Podolski       | Reynard 913-VW          | Automobilklub Kielecki                          |
| 12 września | Modlin        | klasa E-1300 | Piotr Kaźmierczak    | Estonia 21-Łada         | Automobilklub Krakowski                         |
| 12 września | Modlin        | klasa H      | Tadeusz Myszkier     | Ford Escort RS Cosworth | Lotos - Automobilklub Wielkopolski              |
| 12 września | Modlin        | klasa H-2000 | Andrzej Dziurka      | Alfa Romeo 155TS        | Alda - Automobilklub Polski                     |
| 12 września | Modlin        | klasa A-2000 | Grzegorz Kozłowski   | Ford Escort RS2000      | Automobilklub Wielkopolski                      |
| 12 września | Modlin        | klasa A-1000 | Krzysztof Gawroński  | Fiat Cinquecento 900    | Autoklub Rzemieślnik Warszawa                   |
| 12 września | Modlin        | klasa N-2000 | Grzegorz Baran       | Renault Clio Williams   | Jet-Castrol - Autoklub Rzemieślnik Warszawa     |
| 13 września | Modlin        | klasa E-2000 | Ryszard Luciński     | Dallara F394-Opel       | Lotos - Automobilklub Wielkopolski              |
| 13 września | Modlin        | klasa E-1300 | Andrzej Godula       | Estonia 25-Łada         | Automobilklub Polski                            |
| 13 września | Modlin        | klasa H      | Tadeusz Myszkier     | Ford Escort RS Cosworth | Lotos - Automobilklub Wielkopolski              |
| 13 września | Modlin        | klasa H-2000 | Andrzej Dziurka      | Alfa Romeo 155TS        | Alda - Automobilklub Polski                     |
| 13 września | Modlin        | klasa A-2000 | Stanisław Fiedor     | Honda Civic VTi         | Autoklub Rzemieślnik Warszawa                   |
| 13 września | Modlin        | klasa A-1000 | Piotr Litwinowicz    | Fiat Cinquecento 900    | Automobilklub Wielkopolski                      |
| 13 września | Modlin        | klasa N-2000 | Marcin Kasztelan     | Opel Astra GSi 16V      | Automobilklub Orski                             |

## Mistrzowie
| Klasa        | Kierowca           | Samochód                                | Zespół                                      |
| ------------ | ------------------ | --------------------------------------- | ------------------------------------------- |
| klasa E-2000 | Rafał Podolski     | Reynard 913-VW                          | Automobilklub Kielecki                      |
| klasa E-1600 | Tomasz Szczęsny    | Reynard 883-VW                          | Autoklub Rzemieślnik Warszawa               |
| klasa E-1300 | Andrzej Godula     | Estonia 25-Łada                         | Automobilklub Polski                        |
| klasa H      | Tadeusz Myszkier   | Ford Escort RS Cosworth                 | Lotos - Automobilklub Wielkopolski          |
| klasa H-2000 | Miłosz Majewski    | Opel Kadett GSi 16V                     | Autoklub Rzemieślnik Warszawa               |
| klasa H-1600 | Stanisław Fiedor   | Honda Civic VTi                         | Autoklub Rzemieślnik Warszawa               |
| klasa ST     | Andrzej Dziurka    | Alfa Romeo 155TS                        | ALDA - Automobilklub Polski                 |
| klasa A-2000 | Grzegorz Kozłowski | Ford Escort RS2000                      | Automobilklub Wielkopolski                  |
| klasa A-1000 | Marcin Kaczmarek   | Fiat Cinquecento 900                    | M plus M - Automobilklub Wielkopolski       |
| klasa N-2000 | Grzegorz Baran     | Renault Clio 16S, Renault Clio Williams | Jet-Castrol - Autoklub Rzemieślnik Warszawa |